# 沃尔夫·梅辛
沃尔夫·格里戈里耶维奇·梅辛（俄语：Во́льф Григо́рьевич Ме́ссинг；希伯來語：‎，1899年9月10日—1974年11月8日）是一位自称有靈能力，会心灵感应以及催眠术的人。

## 早期生活
梅辛出生在位于华沙东南25千米处的村庄古拉卡爾瓦里亞，当时波兰仍是俄罗斯帝国的一部分。他称自己的灵能力是从幼时逐渐发展起来的。

## 生涯
十几岁时，梅辛曾以通灵艺人为业，为公众表演。后来，他成了约瑟夫·斯大林的私人“男巫”
据梅辛表示，他能通过心理暗示来改变听者的想法。

## 死亡
1974年11月8日，梅辛在医院离世。他接受的股動脈与髂外动脉手术都很成功，但出于未知原因，他在术后出现了腎功能衰竭和肺水腫，不出几天就去世了。他被葬在莫斯科的一個犹太公墓。
2009年的一部电视迷你剧《沃尔夫·梅辛：看穿时间之人》讲述了梅辛的故事。